# لانگنهاگن (مکلنبورگ-فورپومرن)
لانگنهاگن (به آلمانی: Langenhagen) یک منطقهٔ مسکونی در آلمان است که در Techentin واقع شده‌است. لانگنهاگن  ۱۴۴ نفر جمعیت دارد.